# Kronprinsesse Märtha Kyst

Lägeskarta Norska Antarktis, Kronprinsesse Märtha Kyst i den vänstra delen.

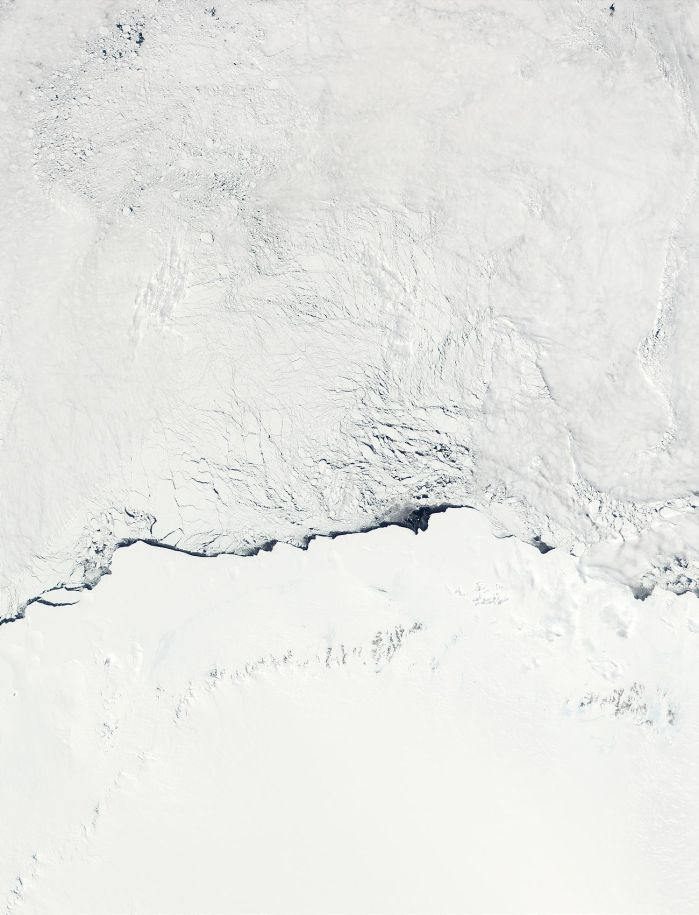
Kronprinsesse Märtha Kyst till vänster på bilden.

Kronprinsesse Märtha Kyst (engelska: Princess Martha Coast, Kronprinsessan Märthas kust ) är ett landområde inom Drottning Mauds land i östra Antarktis. 1820 blev kusten platsen för den första dokumenterade upptäckten av den Antarktiska kontinenten.

## Geografi
Kronprinsesse Märtha Kyst är ligger i Östantarktis mellan Coats Land och Prinsesse Astrid Kyst. Området ligger direkt vid Kong Haakon VII:s hav och sträcker sig mellan cirka 20° 00' V och 05° 00' Ö från Stancomb-Wills glaciären till Mühlig-Hofmann Mountains.
Mellan havet och kusten ligger shelfisarna Riiser-Larsens shelfis, Quar shelfis, Ekström-shelfisen, Jelbart shelfis och Fimbul-shelfisen.
I områdets östra del ligger forskningsstationen Troll cirka 240 km från kusten.

## Historia
Den 27 januari 1820 gjorde ryske Fabian von Bellingshausen den första dokumenterade upptäckten av Terra Australis (Antarktis) när han kryssade genom Kong Haakon VII:s hav nära Fimbul-shelfisen utanför Kronprinsesse Märtha Kyst.
Området utforskades från luften av den Tredje Norvegia-expeditionen åren 1929–1930 under ledning av Hjalmar Riiser-Larsen och  namngavs då efter norska kronprinsessan Märtha.
1989 öppnades Troll, Norges första permanenta forskningsstation i Antarktis.
1947 fastställdes det nuvarande namnet av amerikanska "Advisory Committee on Antarctic Names" (US-ACAN, en enhet inom United States Geological Survey).